# Half-Life 2: Lost Coast
Half-Life 2: Lost Coast (укр. Half-Life 2: Загублене узбережжя) — доповнення до відеогри Half-Life 2, додатковий рівень-демонстрація оновлених можливостей рушія Source. Розроблене Valve і видане 27 жовтня 2005 року, це доповнення розповсюджується через сервіс Steam. Рівень став першою грою Valve із вбудованими коментарями розробників і окремим тестом графіки.
Сюжетно рівень Lost Coast не пов'язаний з подіями Half-Life 2, демонструючи окрему пригоду Гордона Фрімена в прибережному селищі, яке зазнає нападу військ Комбінату.

## Ігровий процес і нові можливості

Демонстрація картинки без застосування технології HDR-рендерингу і з нею (ввімкнено режим коментарів розробників)

Ігровий процес на рівні не відрізняється від решти гри Half-Life 2. Гравець керує Гордоном Фріменом, котрий бореться з ворогами, при цьому йому доступна одразу вся зброя, а в різних місцях розкидані численні боєприпаси і аптечки. Проходження всього рівня займає близько 15 хвилин. З головного меню гравець може запустити демонстрацію графіки, яка перемістить камеру крізь рівень, показуючи найбільш видовищні ракурси.
Крім більш деталізованих моделей і текстур високої роздільної здатності, в Lost Coast вперше було продемонстровано можливість рушія Source відтворювати повноцінну HDR-картинку. Зокрема це включає симуляцію пристосування людського ока до світла. Наприклад, після виходу з темного приміщення на освітлену вулицю, персонажа засліплює, а за кілька секунд його зір приходить у норму. Так само при вході в темне приміщення спочатку буде видна лише чорнота, в якій скоро промальовуються деталі. Крім того, HDR використовує ефект «bloom» — розмиття країв об'єктів, які частково закривають яскраве джерело світла.
Крім візуальних нововведень, Lost Coast містить систему коментарів, які повідомляють деталі створення гри і використаних в ній технологій. Коментар виглядає як хмарка діалогу, при взаємодії з якою гравець почує запис мови розробників чи порівняння графіки з застосуванням нових можливостей і без.

## Сюжет
Гордон Фрімен отямлюється на березі серед скель неподалік від узбережного селища Святої Ольги. Його зустрічає старий рибалка, котрий впізнає Фрімена, але називає його Фішменом. Він пояснює, що Комбінат захопив церкву на стрімчак, що височіє над морем, і встановив там зброю, що обстрілює селище. Підвівши Гордона до воріт, що ведуть на стрімчак, він просить знищити цю загрозу і лишається на березі. Фрімен підкрадається до бійців Комбінату та вступає в бій. Йому вдається піднятися вузькими уступами до напівзруйнованого православного храму, заклинити зброю і відбити напад ворогів. Після цього він виходить на риштування з іншого боку церкви і збиває присланий на бій гелікоптер. Спустившись на берег, Фрімен іде до рибалки. Але той говорить, що Гордон кудись зникає, екран темнішає і рівень завершується.
З розмов рибалки можна довідатися як окупація Землі Комбінатом змінила біосферу. Крім осушення океанів, п'явки зі світу Зен знищили майже всіх крабів, а чайки стали їхніми природними ворогами. Наприкінці рівня він також згадає, що люди навчилися готувати п'явок і вживають їх у їжу.

## Розробка
Початково рівень задумувався як частина гри Half-Life 2 у главі «Шосе 17». Згодом його було вирізано і перероблено на демонстрацію нових можливостей рушія. У зв'язку з цим кожна частина «Загубленого узбережжя» розроблялася з прицілом на показ якоїсь із цих можливостей. Так, першим було створено пляж з мокрим піском і скелями, на яких було добре видно відбиття світла. Без технології HDR пісок відбивав його силою у максимум 20 % яскравості монітора. З нею ж яскравість відблисків сягала 100 %. Православна церква була введена через свою кольоровість, на відміну від католицьких, щоб показати гру світла: відблиски від церковного начиння, фресок, проходження сонячних променів крізь кольорове скло. Крім того церква як насичена деталями старовинна людська споруда, підкреслювала чужорідність футуристичних технологій Комбінату.
Підйом на стрімчак був наслідуванням рівня з Half-Life, де Гордон перескакував уступами каньйону. Дизайн стрімчака спонукав постійно дивитися і стріляти вгору-вниз замість звичного горизонтального бою. Подвір'я монастиря біля церкви слугувало місцем повернення до звичайних переміщення і боротьби.
Рибалка, на відміну від решти персонажів Half-Life 2, не мав реального прототипа, а цілком моделювався засобами програм-редакторів тривимірної графіки. Разом з тим його деталізація перевищувала інших персонажів, а текстури використовували ті ж технології, що й текстури скель, відтворюючи поведінку світла, що падає на людську шкіру. Рибалка планувався як напарник Гордона, з яким той вирішуватиме головоломки. Проте через брак часу від цієї ідеї довелося відмовитися.